# Алберс (Илиноис)
Алберс (енгл. Albers) град је у америчкој савезној држави Илиноис.

## Демографија
По попису из 2010. године број становника је 1.190, што је 312 (35,5%) становника више него 2000. године.
| Група             | 2000.       | 2010.         |
| Белци             | 864 (98,4%) | 1.114 (93,6%) |
| Афроамериканци    | 1 (0,1%)    | 2 (0,2%)      |
| Азијати           | 0 (0,0%)    | 1 (0,1%)      |
| Хиспаноамериканци | 7 (0,8%)    | 53 (4,5%)     |
| Укупно            | 878         | 1.190         |